# Phaelota sindhoori
Phaelota sindhoori là một loài bọ cánh cứng trong họ Chrysomelidae. Loài này được Prathapan & Viraktamath miêu tả khoa học năm 2004.